# Triviidae
Famille
Synonymes
- tribu Triviellini Schilder, 1939

Les Triviidae sont une famille de mollusques gastéropodes marins de l'ordre des Littorinimorpha.
Malgré leur apparence proche, ce ne sont pas des « porcelaines » (famille des Cypraeidae). On les en distingue notamment par leur coquille en général transversalement striée en relief. 

## Synonymes
- sous-famille Triviinae Troschel, 1863[1]
- tribu Pusulini Schilder, 1936[1]
- tribu Triviellini Schilder, 1939[1]

## Liste des genres
Selon World Register of Marine Species (10 décembre 2018) :
- genre Cleotrivia Iredale, 1930
- genre Discotrivia C. N. Cate, 1979
- genre Dolichupis Iredale, 1930
- genre Ellatrivia Cotton & Godfrey, 1932
- genre Gregoia Fehse, 2015
- genre Laevitrivia Fehse & Vicián, 2021 †
- genre Niveria Jousseaume, 1884
- genre Novatrivia Fehse, 2015
- genre Prototrivia Schilder, 1941 †
- genre Pseudopusula Fehse & Grego, 2014
- genre Purpurcapsula Fehse & Grego, 2009
- genre Pusula Jousseaume, 1884
- genre Quasipusula Fehse & Grego, 2014
- genre Semitrivia Cossmann, 1903
- genre Trivellona Iredale, 1931
- genre Trivia Gray, 1837
- genre Triviella Jousseaume, 1884
- genre Trivirostra Jousseaume, 1884

## Galerie

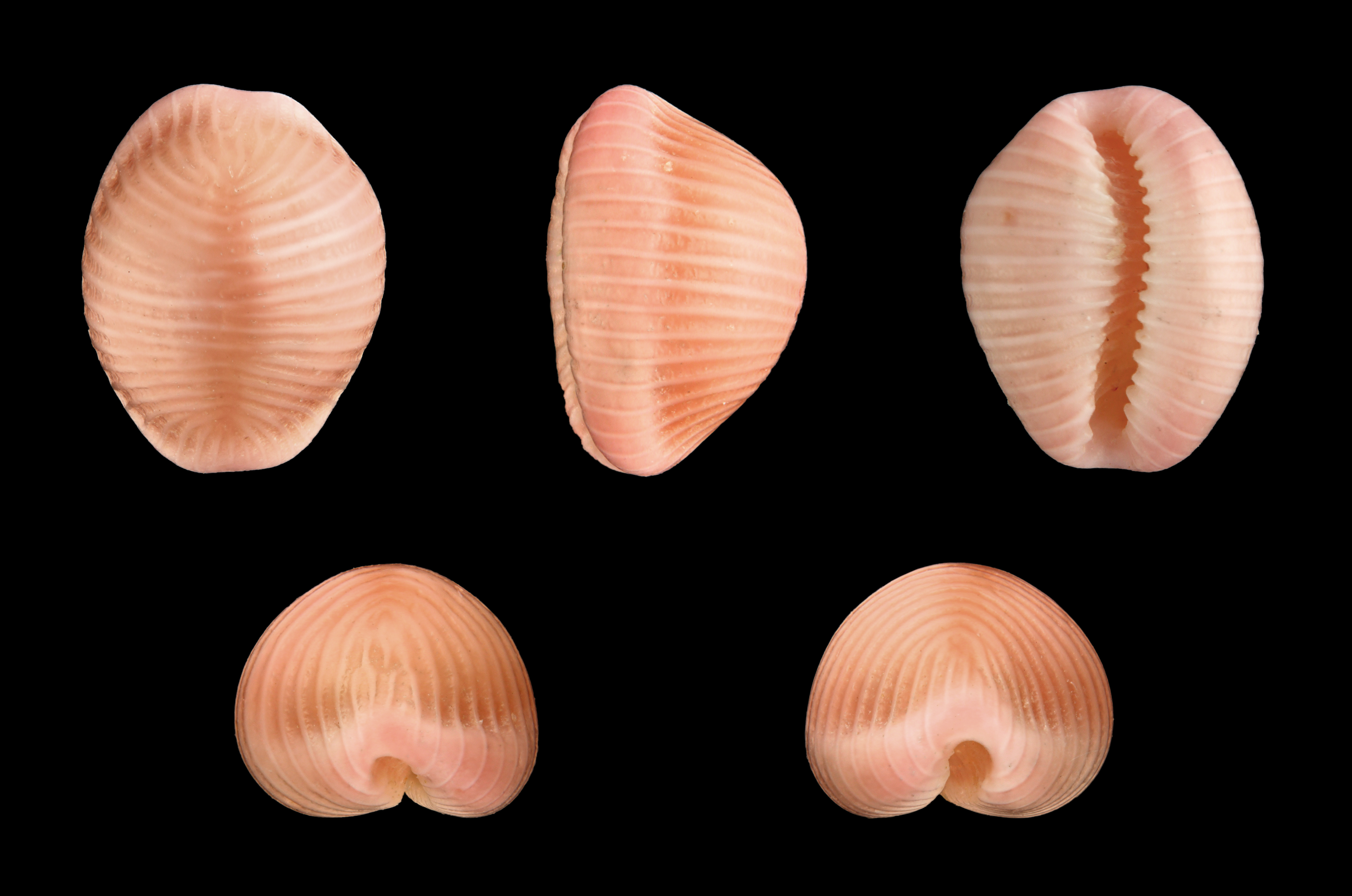
Dolichupis janae
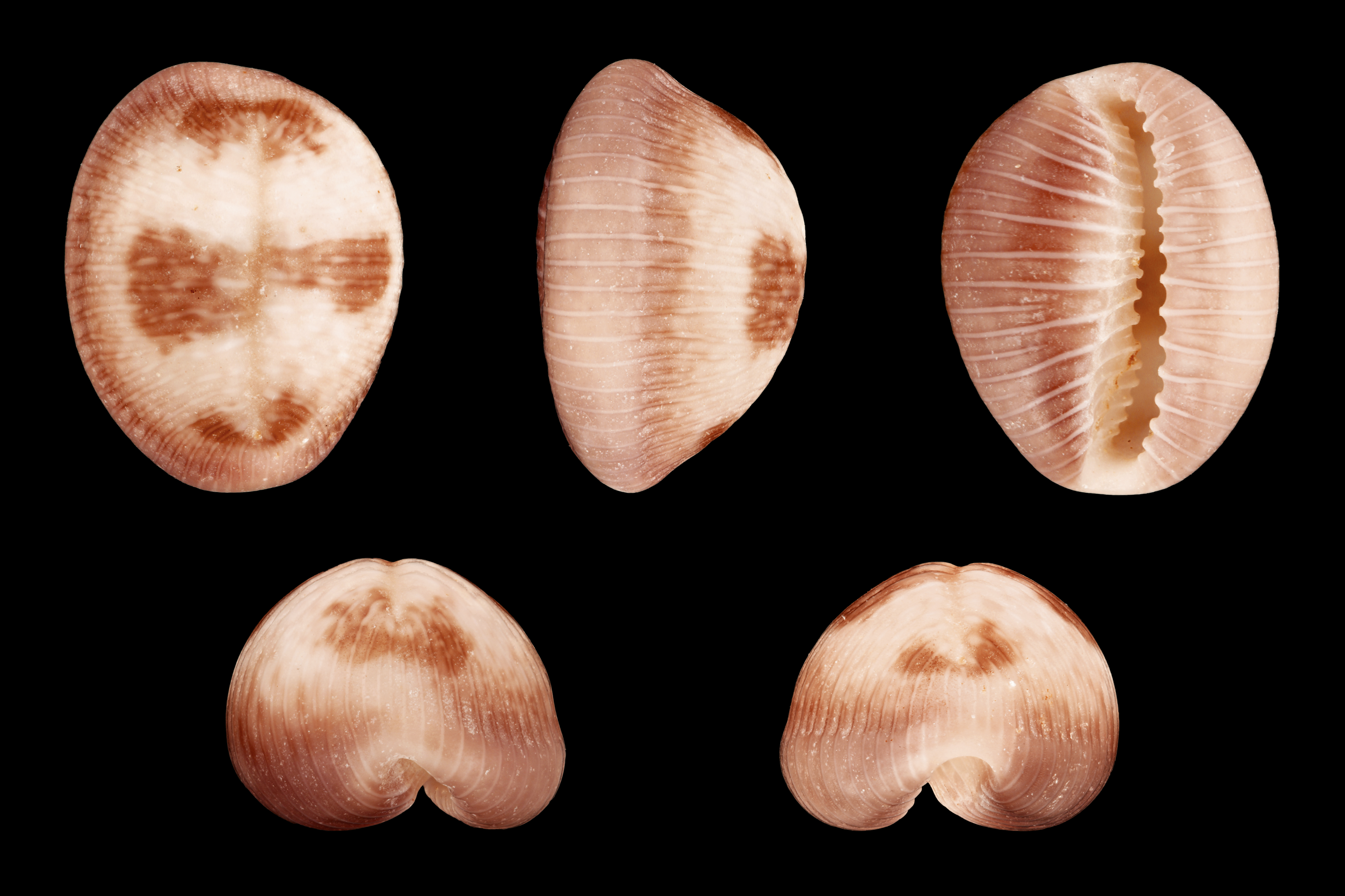
Pusula pediculus
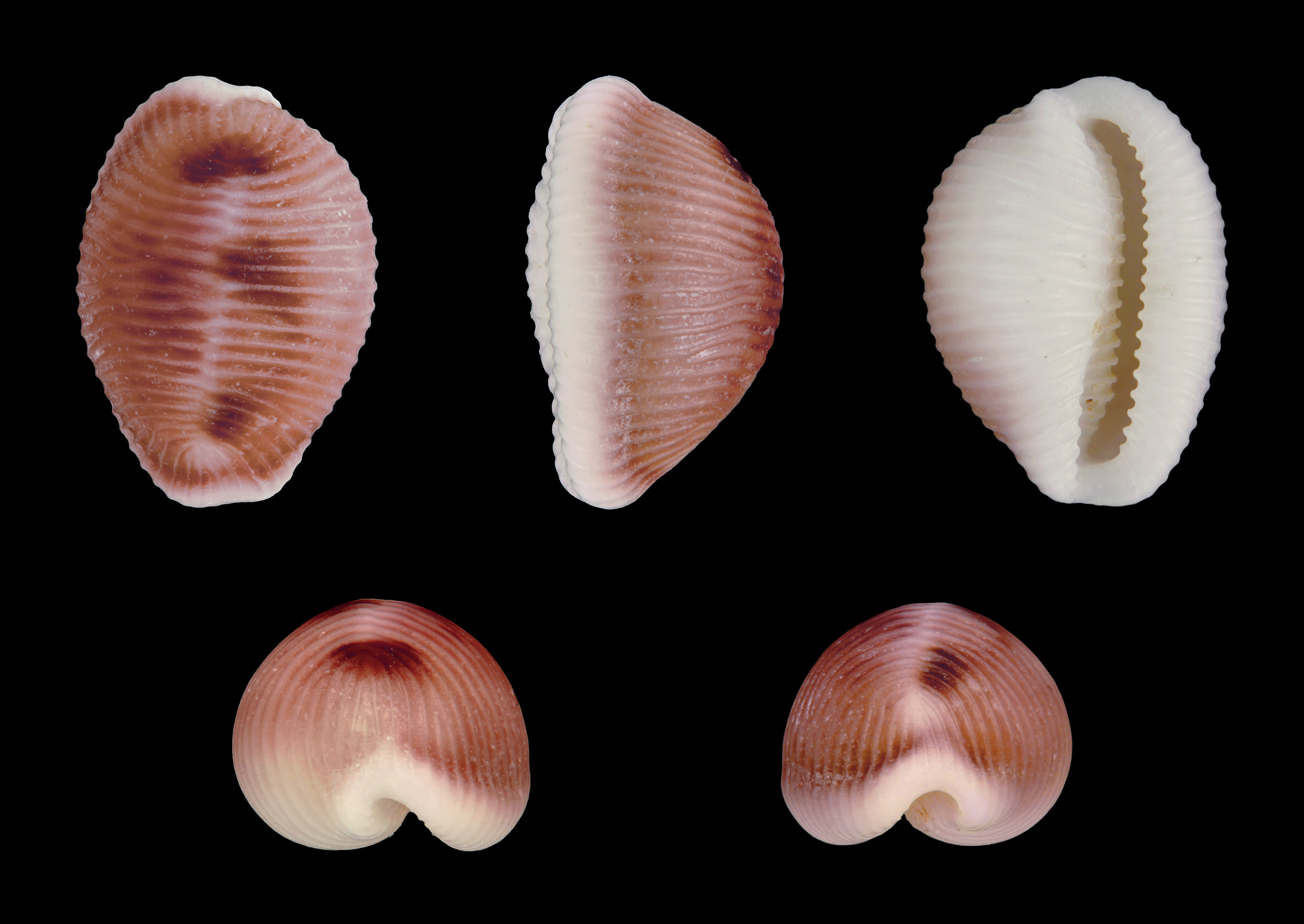
Trivia monacha
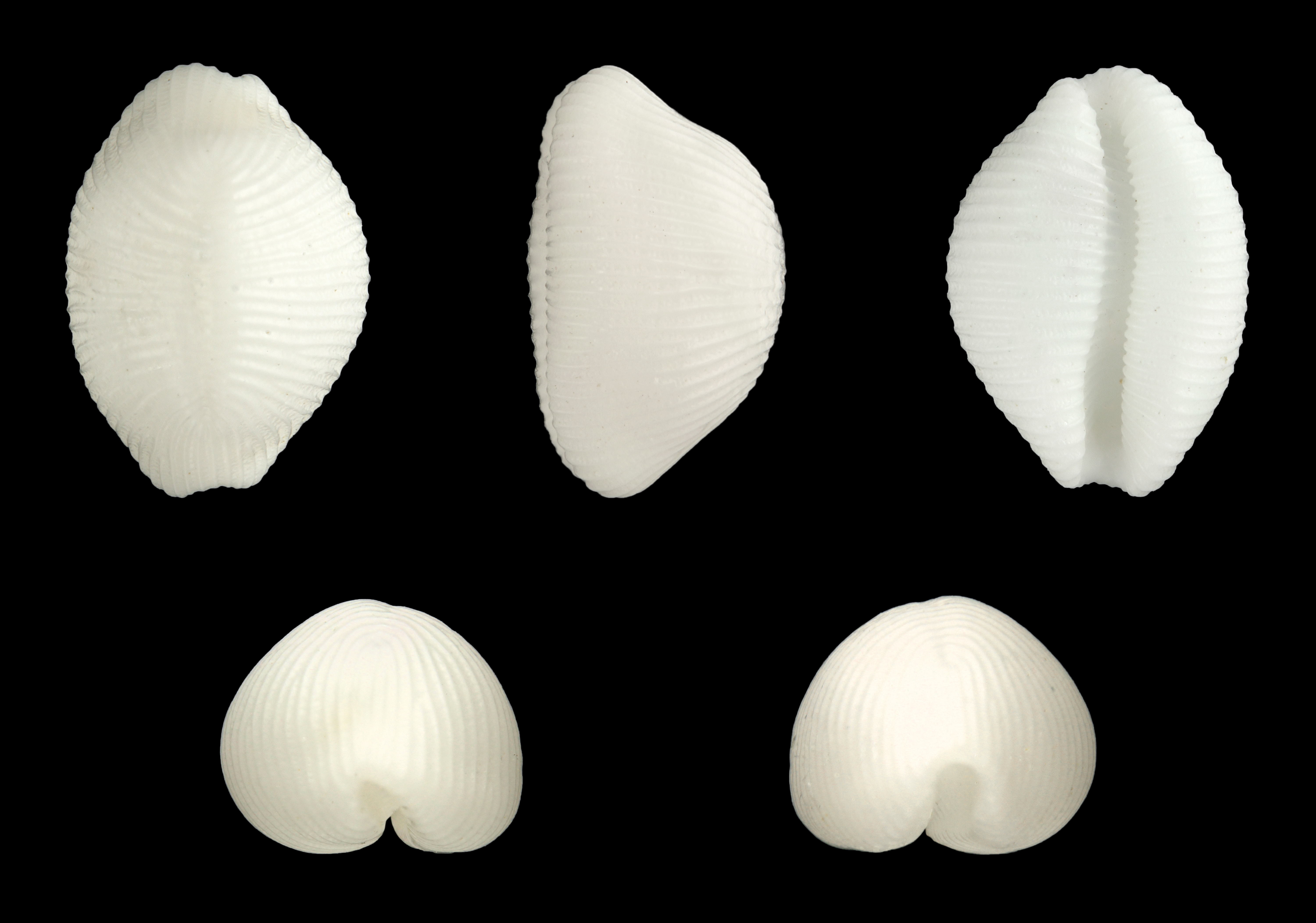
Trivirostra oryza
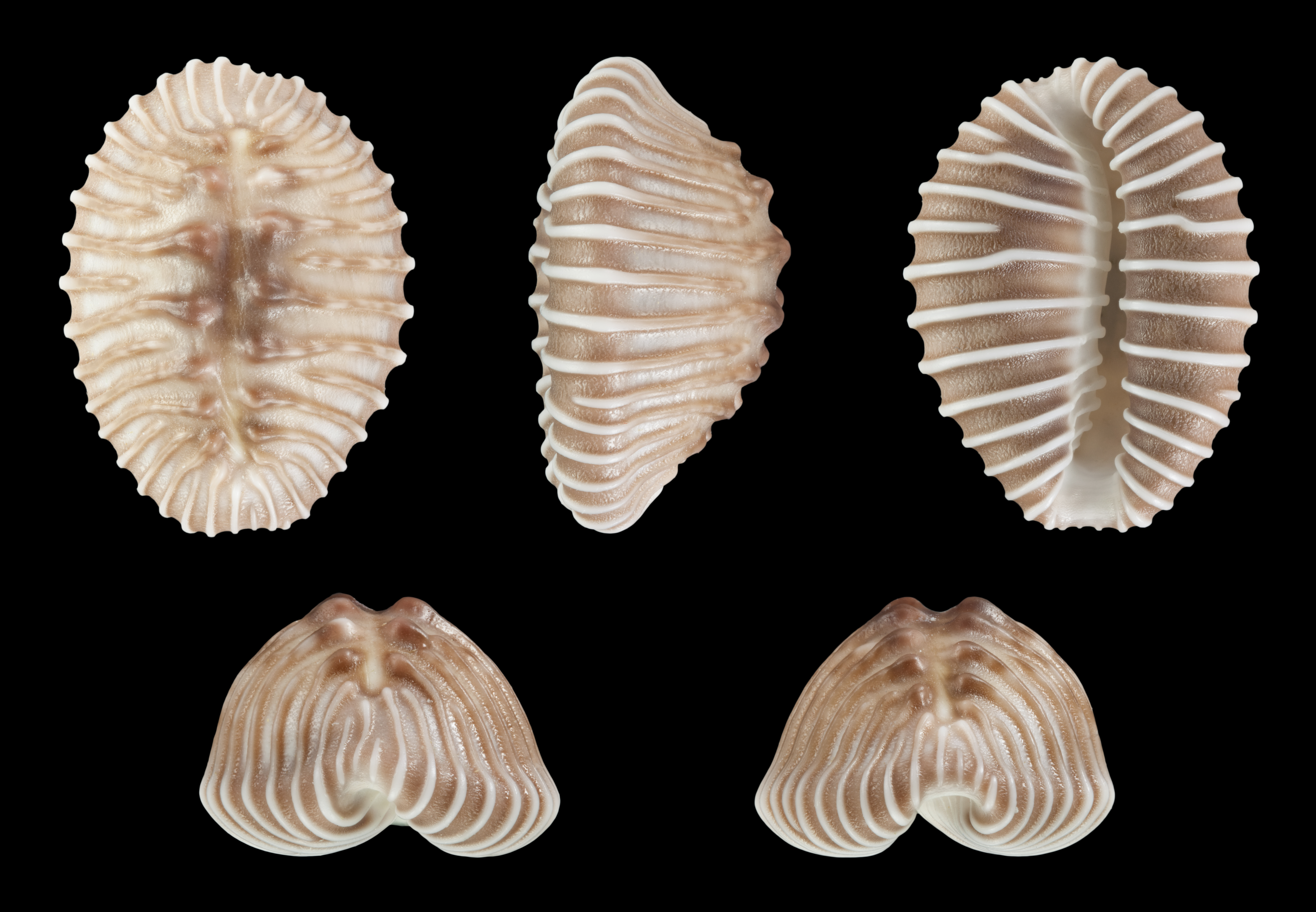
Pusula solandri
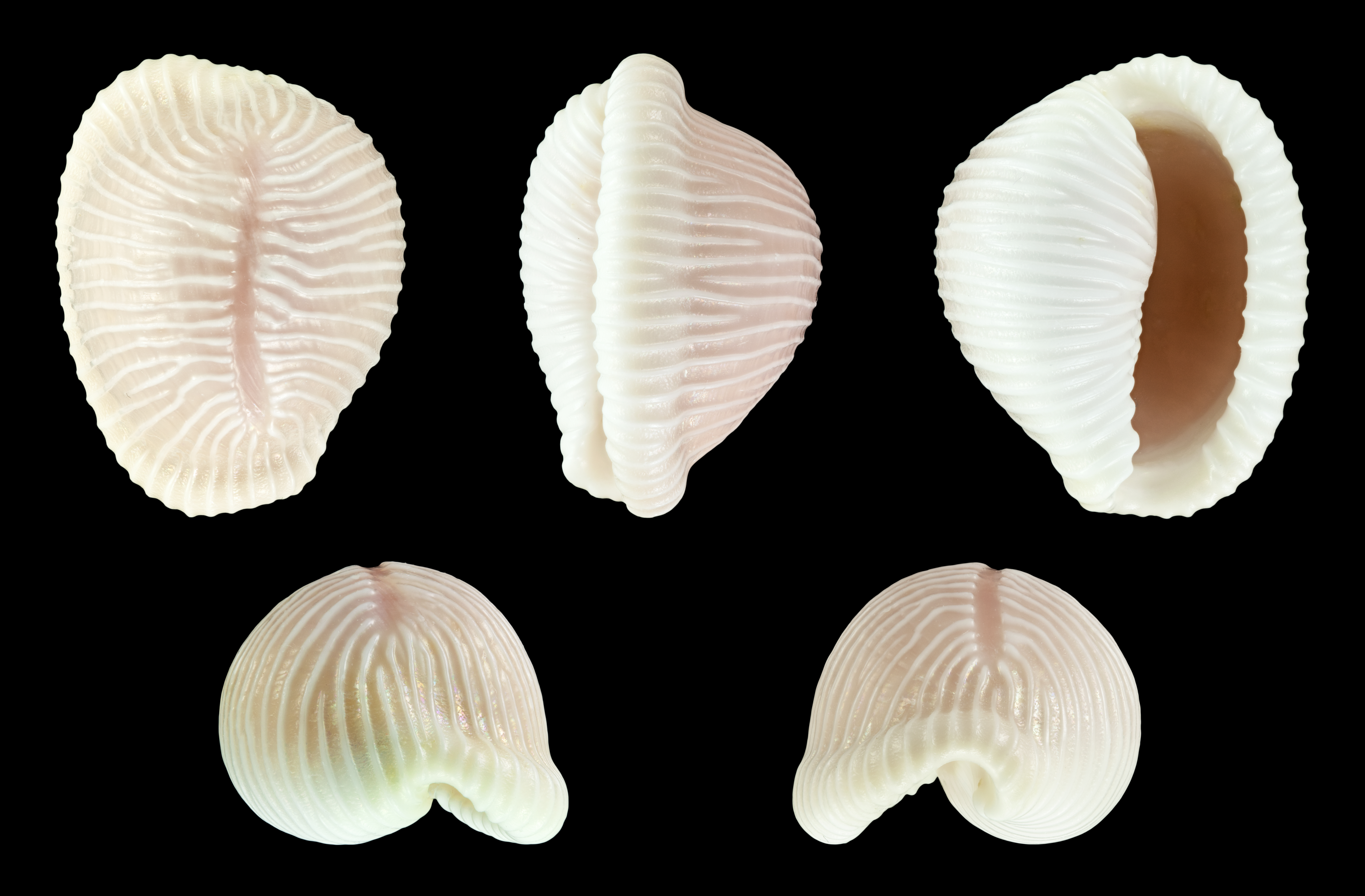
Triviella aperta